# Ò́
Cette page contient des caractères spéciaux ou non latins. S’ils s’affichent mal (▯, ?, etc.), consultez la page d’aide Unicode.
Ò́ (minuscule: ò́), appelé O accent grave accent aigu, est un graphème utilisé dans l’écriture du kayah. Il s’agit de la lettre O diacritée d’un accent grave et d’un accent aigu.

## Représentations informatiques
Le O accent grave accent aigu peut être représenté avec les caractères Unicode suivants :
- composé et normalisé (supplément Latin-1, diacritiques) :

| formes    | représentations | chaînes de caractères | points de code | descriptions                                                   |
| --------- | --------------- | --------------------- | -------------- | -------------------------------------------------------------- |
| capitale  | Ò́               | Ò◌́                    | U+00D2 U+0301  | lettre majuscule latine o accent grave diacritique accent aigu |
| minuscule | ò́               | ò◌́                    | U+00F2 U+0301  | lettre minuscule latine o accent grave diacritique accent aigu |

- décomposé (latin de base, diacritiques)[1],[2] :

| formes    | représentations | chaînes de caractères | points de code       | descriptions                                                               |
| --------- | --------------- | --------------------- | -------------------- | -------------------------------------------------------------------------- |
| capitale  | Ò́               | O◌̀◌́                   | U+004F U+0300 U+0301 | lettre majuscule latine o diacritique accent grave diacritique accent aigu |
| minuscule | ò́               | o◌̀◌́                   | U+006F U+0300 U+0301 | lettre minuscule latine o diacritique accent grave diacritique accent aigu |